# Choerodon skaiopygmaeus
Choerodon skaiopygmaeus là một loài cá biển thuộc chi Choerodon trong họ Cá bàng chài. Loài này được mô tả lần đầu tiên vào năm 2017.

## Từ nguyên
Từ định danh skaiopygmaeus được ghép bởi hai âm tiết trong tiếng Hy Lạp cổ đại: skaios (σκαιός, "phương tây") và pygmaios (πυγμαῖος, "thấp lùn"), hàm ý đề cập đến kích thước bé nhỏ của nó so với các loài cùng chi và được phân bố ở Tây Ấn Độ Dương.

## Phạm vi phân bố và môi trường sống
C. skaiopygmaeus chỉ được biết đến qua hai mẫu vật đã được bảo quản trong cồn, được thu thập ở vùng biển ngoài khơi Somalia vào năm 1964, ở độ sâu khoảng 25–60 m.

## Mô tả
Mẫu định danh (holotype) có chiều dài lớn nhất trong số các mẫu dùng để mô tả C. skaiopygmaeus, kích thước đo được là 14 cm. Màu sắc khi còn sống của các mẫu vật không được ghi chép lại.
Số gai ở vây lưng: 12; Số tia vây ở vây lưng: 8; Số gai ở vây hậu môn: 3; Số tia vây ở vây hậu môn: 10; Số tia vây ở vây ngực: 15; Số gai ở vây bụng: 1; Số tia vây ở vây bụng: 5.

### Trích dẫn
- Gomon, Martin F. (2017). “A review of the tuskfishes, genus Choerodon (Labridae, Perciformes), with descriptions of three new species” (PDF). Memoirs of Museum Victoria. 76: 1–111. doi:10.24199/j.mmv.2017.76.01.